# گوادالوپ (آریزونا)
گوادالوپ (به انگلیسی: Guadalupe) شهری در شهرستان مریکوپا ایالت آریزونا است که در سرشماری سال ۲۰۱۰ میلادی، ۵٬۵۲۳ نفر جمعیت داشته است. گوادالوپ، به‌طور رسمی در تاریخ ۱۹۷۵ میلادی به‌عنوان یک شهر شناخته شد.